# Trophée Hobey-Baker
Le trophée Hobey-Baker est un trophée de hockey sur glace remis chaque année au meilleur joueur du championnat universitaire masculin de la NCAA, regroupant les clubs de hockey universitaires des États-Unis.
Ce trophée est nommé en honneur de l'ancien joueur et héros de la Première Guerre mondiale, Hobart Baker, dit « Hobey » Baker.

## Vainqueurs du trophée
| Année | Gagnant                | Position       | Équipe                            |
| ----- | ---------------------- | -------------- | --------------------------------- |
| 1981  | Neal Broten            | Centre         | Golden Gophers du Minnesota       |
| 1982  | George McPhee          | Ailier gauche  | Falcons de Bowling Green          |
| 1983  | Mark Fusco (en)        | Défenseur      | Crimson d'Harvard                 |
| 1984  | Thomas Kurvers         | Défenseur      | Bulldogs de Minnesota-Duluth      |
| 1985  | William Watson (en)    | Ailier droit   | Bulldogs de Minnesota-Duluth      |
| 1986  | Scott Fusco (en)       | Centre         | Crimson d'Harvard                 |
| 1987  | Anthony Hrkac          | Centre         | Fighting Sioux du Dakota du Nord  |
| 1988  | Robert Stauber (en)    | Gardien de but | Golden Gophers du Minnesota       |
| 1989  | Bradley MacDonald (en) | Ailier gauche  | Crimson d'Harvard                 |
| 1990  | Kip Miller             | Centre         | Spartans de Michigan State        |
| 1991  | David Emma (en)        | Centre         | Eagles de Boston College          |
| 1992  | Scott Pellerin         | Ailier gauche  | Black Bears du Maine              |
| 1993  | Paul Kariya            | Ailier gauche  | Black Bears du Maine              |
| 1994  | Christopher Marinucci  | Ailier gauche  | Bulldogs de Minnesota-Duluth      |
| 1995  | Brian Holzinger        | Centre         | Falcons de Bowling Green          |
| 1996  | Brian Bonin            | Centre         | Golden Gophers du Minnesota       |
| 1997  | Brendan Morrison       | Centre         | Wolverines du Michigan            |
| 1998  | Christopher Drury      | Ailier gauche  | Terriers de Boston                |
| 1999  | Jason Krog             | Centre         | Wildcats du New Hampshire         |
| 2000  | Michael Mottau         | Défenseur      | Eagles de Boston College          |
| 2001  | Ryan Miller            | Gardien de but | Spartans de Michigan State        |
| 2002  | Jordan Leopold         | Défenseur      | Golden Gophers du Minnesota       |
| 2003  | Peter Sejna            | Centre         | Tigers de Colorado College        |
| 2004  | Lucien Lessard         | Ailier droit   | Bulldogs de Minnesota-Duluth      |
| 2005  | Martin Sertich         | Centre         | Tigers de Colorado College        |
| 2006  | Matthew Carle          | Défenseur      | Pioneers de Denver                |
| 2007  | Ryan Duncan (en)       | Ailier gauche  | Fighting Sioux du Dakota du Nord  |
| 2008  | Kevin Porter           | Centre         | Wolverines du Michigan            |
| 2009  | Matthew Gilroy         | Défenseur      | Terriers de Boston                |
| 2010  | Blake Geoffrion        | Centre         | Badgers du Wisconsin              |
| 2011  | Andy Miele             | Centre         | Redhawks de Miami                 |
| 2012  | Jack Connolly          | Centre         | Bulldogs de Minnesota-Duluth      |
| 2013  | Andrew LeBlanc         | Ailier gauche  | Huskies de St. Cloud State (en)   |
| 2014  | John Gaudreau          | Centre         | Eagles de Boston College          |
| 2015  | John Eichel            | Centre         | Terriers de Boston                |
| 2016  | James Vesey            | Ailier gauche  | Crimson d'Harvard                 |
| 2017  | William Butcher        | Défenseur      | Pioneers de Denver                |
| 2018  | Adam Gaudette          | Centre         | Huskies de Northeastern           |
| 2019  | Cale Makar             | Défenseur      | Minutemen de l'UMass              |
| 2020  | Scott Perunovich       | Défenseur      | Bulldogs de Minnesota-Duluth      |
| 2021  | Cole Caufield          | Ailier droit   | Badgers du Wisconsin              |
| 2022  | Dryden McKay (en)      | Gardien de but | Mavericks de Minnesota State (en) |
| 2023  | Adam Fantilli          | Centre         | Wolverines du Michigan            |
| 2024  | Macklin Celebrini      | Centre         | Terriers de Boston                |
| 2025  | Isaac Howard           | Ailier gauche  | Spartans de Michigan State        |